# Кизильник Франше
Кизильник Франше (лат. Cotoneaster franchetii) — вид неколючих кустарников из рода Кизильник (Cotoneaster) семейства Розовые (Rosaceae), произрастающий на юго-западе Китая, в провинциях Гуйчжоу, Сычуань, Тибет и Юньнань, а также в соседних северных Мьянме и северном Таиланде. Вид был назван в честь французского ботаника Адриана Рене Франше (1834—1900), который описывал флору Китая и Японии. В культуре с 1895 года. Выращивается в Северной Африке, Австралии и Новой Зеландии, Европе, Северной Америке.

## Ботаническое описание

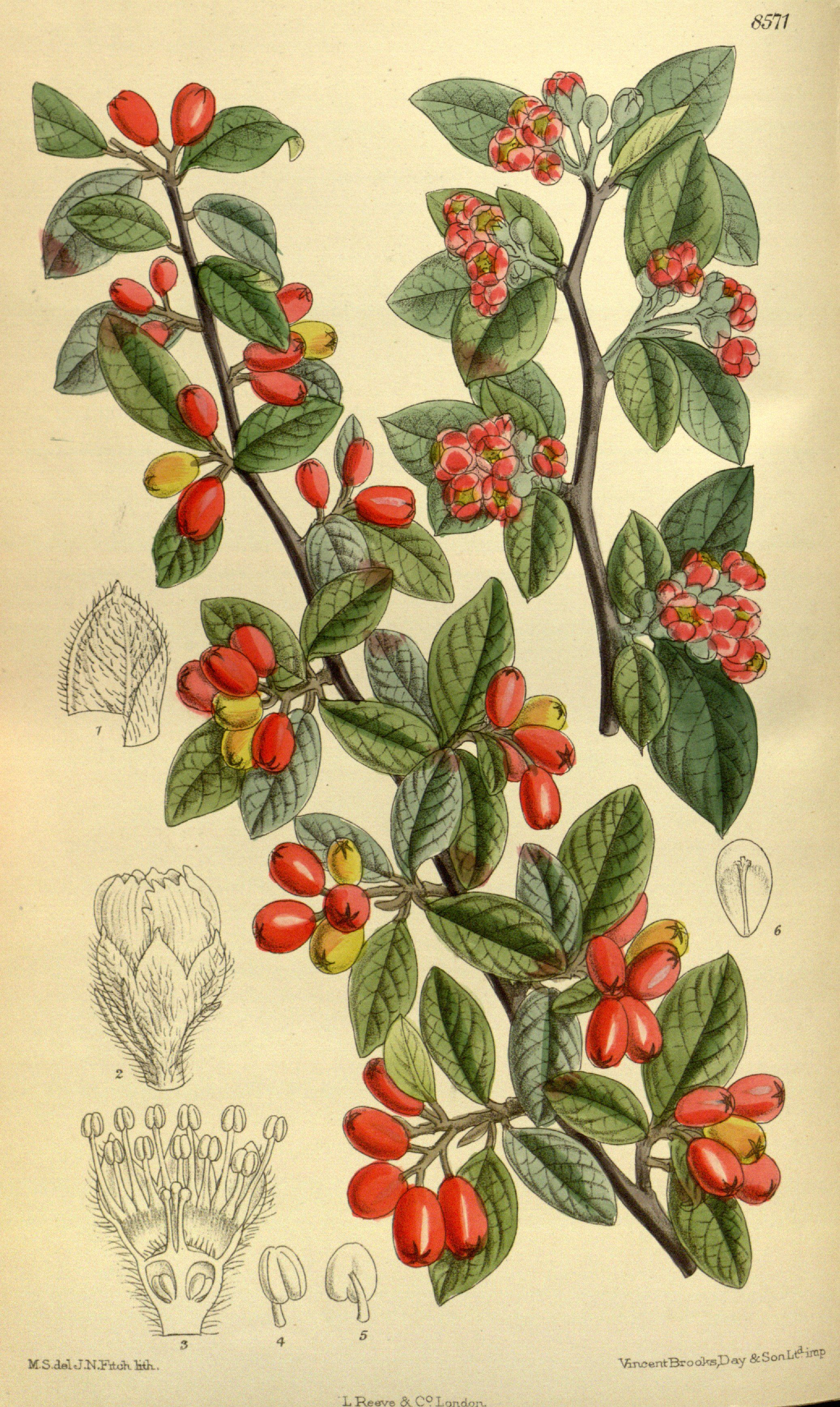
из Curtis’s Botanical Magazine, 1914 года. Матильда Смит и Фитч, Джон Ньюджент

Это вечнозелёный или полувечнозелёный кустарник, вырастающий до 3 метров в высоту.
Листья овально-острые, 2—3,5 см в длину и 1—1,5 см в ширину, сверху блестяще-зелёные, снизу опушенные густыми беловатыми или желтоватыми волосками.
Цветки собраны в щитки по 5—15 вместе, каждый цветок диаметром 6—7 мм, с пятью лепестками, розовыми снаружи и белыми с внутренней стороны. Плод представляет собой красное яблочко диаметром 6—9 миллиметров; их поедают плодоядные птицы, которые рассеивают семена в своем помёте.
Некоторыми авторами приняты две разновидности, хотя «Флора Китая» не рассматривает их как отдельные:
- Cotoneaster franchetii var. franchetii, описанный выше
- Cotoneaster franchetii var. cinerascens Rehd — крупнее, до 4 м в высоту, с листьями до 4 см в длину и до 30 цветков на щитке.

Ряд авторов включает третью разновидность var. sternianus, хотя чаще её рассматривают как отдельный вид Cotoneaster sternianus. Как Cotoneaster sternianus он получил награду Королевского садоводческого общества «за выдающиеся садовые качества».

## Выращивание и использование
Cotoneaster franchetii — популярное декоративное растение. Он избежал культивирования и стал локально натурализованным в некоторых частях Британских островов и Тихоокеанского северо-запада Северной Америки, а также в Северной Калифорнии.
В культуре с 1895 г. В СССР разводился на Черноморском побережье Кавказа — в Сочи, Сухуми, Баку, где зимостоек и плодоносит, на Южном берегу Крыма — в Никитском ботаническом саду, Массандре, Алуште; известен в Киеве, в Эстонии (Вага); в Санкт-Петербурге сильно обмерзает. Может быть рекомендован только для районов с мягкой зимой.
Ученые Королевского садоводческого общества в Великобритании провели исследование эффективности живых изгородей для поглощения загрязнения воздуха, сравнив различные виды кустарников, включая кизильник, боярышник и западный красный кедр. Они обнаружили, что кустистые разновидности кизильника с опушенными листьями, такие как этот, являются «суперрастениями», которые могут поглощать загрязнение воздуха. На дорогах с интенсивным движением Cotoneaster franchetii с густой опушенной листвой поглощал загрязнения воздуха как минимум на 20 % эффективнее, чем другие кустарники, часто сажаемые вдоль обочин.

## Синонимы
По данным GBIF в синонимику вида входят следующие наименования:
- Cotoneaster cinerascens (Rehder) Flinck & Hylmö
- Cotoneaster dielsianus f. major Rehder & E.H.Wilson
- Cotoneaster franchetii var. cinerascens Rehder
- Cotoneaster induratus J.Fryer & B.Hylmö
- Cotoneaster insculptus Diels
- Cotoneaster mairei H.Lév.
- Cotoneaster mairei var. albiflorus H.Lév.
- Cotoneaster tengyuehensis J.Fryer & B.Hylmö
- Cotoneaster vilmorinianus G.Klotz
- Cotoneaster wardii W.W.Sm.
- Pyrus cinerascens (Rehder) M.F.Fay & Christenh.
- Pyrus franchetii (Bois) M.F.Fay & Christenh.
- Pyrus indurata (J.Fryer & B.Hylmö) M.F.Fay & Christenh.
- Pyrus insculpta (Diels) M.F.Fay & Christenh.
- Pyrus klotzii M.F.Fay & Christenh.
- Pyrus turdus M.F.Fay & Christenh.
- Pyrus variabilis M.F.Fay & Christenh.
- Pyrus wardii (W.W.Sm.) M.F.Fay & Christenh.